# Скальные церкви Лалибэлы
Скальные храмы в Лалибэле — средневековые монолитные храмы, вырезанные в скалах в городе Лалибэла (Эфиопия). Хотя храмы точно не датированы, считается, что большинство из них было возведено в период правления Лалибэлы, а именно — в течение XII—XIII веков.
Храмы представляют собой значительное достижение инженерной мысли, учитывая, что все они связаны с водой (которая наполняет колодцы по соседству со многими храмами), использующей артезианскую геологическую систему, которая подаёт воду на вершину горного хребта, где расположен город.
В 1978 году скальные храмы в Лалибэле были включены в список Всемирного наследия ЮНЕСКО.

## Храмы
Всего насчитывается 11 церквей, объединённых в четыре группы:
Северная группа:
- Бет Медхане Алем[болг.], место нахождения креста Лалибэлы, считается крупнейшей монолитной церковью в мире, возможно копирует церковь Св. Марии Сионской в Аксуме. Соединена с церковью Бет Марьям[англ.].
- Бет Марьям[англ.] (возможно, самая старая из этих церквей).
- Бет Мескель[фр.].
- Бет Голгота (известна своими произведениями искусства, по некоторым сведениям, в ней находится могила царя Лалибэлы, часовней Селассие и могилой Адама).
- Бет Денагель.

Западная группа:
- Бет Гиоргис, считающаяся самой изящной и лучше всех сохранившейся церковью.

Восточная группа:
- Бет Амануэль[фр.] (возможно, бывшая царская часовня),
- Бет Меркориос[фр.] (которая может быть бывшей тюрьмой),
- Бет Абба Либанос[фр.],
- Бет Габриэль-Руфаэль[фр.] (возможно, бывший царский дворец), соединённая с Бет Лехем[англ.],
- Бет Лехем[англ.].

Ещё дальше находятся монастырь Ашетан Марьям и церковь Йемреханы Крестоса (возможно, XI века, построенная в аксумском стиле, но в пещере).

## Датировка
По вопросу о времени постройки некоторых храмов есть разные мнения. Дэвид Бакстон (David Buxton) установил общепризнанную хронологию, отметив, что «две из них следуют, с большой точностью в деталях, традиции, представленной Дэбре-Дамо, с изменениями в Йемрехана Крестос. Поскольку на высечение этих сооружений в теле скалы должно было уйти больше времени, чем несколько десятилетий правления царя Лалибэлы, Бакстон предположил, что работы продолжались и в XIV веке. Однако Дэвид Филлипсон (David Phillipson), преподаватель африканской археологии в Кембриджском университете, высказал предположение, что храмы Меркориос, Габриэль-Руфаэль и Данагель были первоначально высечены в скале на пятьсот лет раньше в качестве укреплений или других дворцовых сооружений в дни заката Аксумского царства, и что имя Лалибэлы просто стало связываться с ними уже после его смерти. С другой стороны, местный историк Гетачеу Мэконнен (Getachew Mekonnen) приписывает царице Маскаль Кибра (Masqal Kibra), супруге Лалибэлы, сооружение одной из высеченных в скале церквей (Абба Либанос) в качестве мемориала её супругу после его смерти.
В противовес теориям, отстаиваемым авторами типа Грэма Хэнкока, величественные высеченные в скале храмы Лалибэлы не были построены с помощью тамплиеров — имеется множество доказательств того, что они были сооружены исключительно средневековой эфиопской цивилизацией. К примеру, хотя Бакстон отмечает наличие традиции, утверждающей, что «Абиссинцы обратились к помощи иностранцев» для строительства этих монолитных церквей, и признаёт, что «некоторые декоративные детали носят явные признаки коптского влияния», он твёрдо убеждён в местном происхождении этих творений: «Но значительным фактом остаётся то, что скальные храмы продолжают следовать стилю местных возведённых прототипов, которые сами сохраняют явные доказательства их преимущественно аксумского происхождения.